# Trepat
Der Trepat oder Trepadell ist eine einheimische Rotweinsorte aus dem Weinanbaugebiet Conca de Barberà in Katalonien (Spanien).Der Wein dieser Traube ist aufgrund des vergleichsweise hohen Säuregehalts frisch, leicht und fruchtig, mit einem wenig spezifischen Aroma und einem mäßig hohen Alkoholgehalt (10–11,5 % Vol.). Er wird hauptsächlich zur Herstellung von Roséweinen oder dem Schaumwein Cava verwendet.
Gabriel Alonso de Herrera erwähnte die Rebsorte in seinem 1513 erschienenen Werk „Obra de Agricultura copilada de diuersos auctores“
Trepat ist eine Varietät der Edlen Weinrebe (Vitis vinifera). Sie ist wie die meisten Rebsorten einhäusig. Einhäusigkeit bezeichnet bei Samenpflanzen das Vorhandensein von weiblichen und männlichen Blüten auf einer Pflanze. Beim Weinbau wird der ökonomische Nachteil vermieden, keinen Ertrag liefernde männliche Pflanzen anpflanzen zu müssen.

## Ampelographische Sortenmerkmale
Die Reben des Trepat sind länglich und sehr dicht, die Trauben groß, rundlich und süßlich. Sie knospen früh und reifen spät (Ende September bis Anfang Oktober), vertragen keine Trockenheit und sind recht empfindlich gegen Frost. Ihr Ertrag ist mit 8.000 bis 12.000 kg/ha mittelhoch.

## Synonyme
Die Rebsorte Trepat ist auch unter den Namen Bonicaire, Carlina, Criatendra, Cuatendra, Embolicaire, Pansa Borda, Pansa Roja, Panser Negre, Pansó, Tarragoní und Trepó, bekannt.